# KZ Langensalza
Das KZ Langensalza befand sich im heute zum Unstrut-Hainich-Kreis gehörenden Bad Langensalza. Es war ein Außenlager des Konzentrationslagers Buchenwald und diente zwischen Dezember 1943 und April 1945 dem Unternehmen Junkers als Produktionsstelle von Flugzeugteilen, wobei KZ-Häftlinge unter Bewachung der SS als billige Arbeitskräfte eingesetzt wurden.

## Vorgeschichte
Das ursprüngliche Produktionsgebäude gehörte bis 1932 dem Nordwollkonzern, der es an die Thüringer Wollgarnspinnerei der Kammgarnwerke AG aus Eupen verkaufte. Ab dem 20. Dezember 1943 verlagerten die Junkers-Werke einen Teil ihrer Produktion nach Langensalza. Im Werk wurden sowohl für die Ju 88 als auch für das Jagdflugzeug FW 190 Tragflächen gefertigt. Als Lagerfläche sowie als Unterkunft dienten zwischen März 1944 und April 1945 benachbarte Gebäude der Buntweberei Gräsers Witwe & Sohn.
Das geheim gehaltene Projekt wurde unter dem Namen „Langenwerke AG“ geführt.

## Häftlingssituation
In Langensalza war der Einsatz von KZ-Häftlingen langfristig geplant. Darauf weisen Unterlagen aus dem Jahre 1944 hin. Gleichzeitig muss darauf hingewiesen werden, dass die Fertigung von Flugzeugteilen nicht mit jederzeit austauschbaren Häftlingen möglich war. Aufgrund der erforderlichen längeren Anlernzeit war die Fluktuation im Lager deutlich geringer war als in vielen anderen Konzentrationslagern.
Die Zahl von Todesfällen war im Vergleich zu anderen Konzentrationslagern relativ niedrig. Dokumente sprechen von zwei Todesfällen im Dezember 1944, 16 im Januar 1945 sowie im Februar und März 1945 von jeweils zwei zusätzlichen Toten. Gleichzeitig wurden erkrankte Häftlinge, statt sie auf der betriebseigenen Krankenstation zu pflegen, umgehend ins KZ Buchenwald verlagert, so dass der Krankenstand dadurch künstlich extrem niedrig gehalten wurde.
Die ersten 100 KZ-Häftlinge aus Buchenwald erreichten das Lager am 21. Oktober 1944. Innerhalb weniger Wochen stieg ihre Zahl auf etwa 500. Langensalza entwickelte sich zu einem zentralen Lager für entflohene und später wieder aufgegriffene Häftlinge. Diese wurden auf Brust und Rücken mit einem roten Punkt und einem Kreis „markiert“, um bei einem erneuten Fluchtversuch das Zielen zu erleichtern. So wurden Gefangene aus den Lagern Auschwitz, Dachau, Flossenbürg, Groß-Rosen, Natzweiler, Neuengamme und Sachsenhausen sowie Ravensbrück in Langensalza interniert. Bis zum Jahresanfang 1945 erreichte ihre Zahl 1.458 und fiel bis Kriegsende nicht mehr unter 1.000. Dies könnte darauf beruhen, dass die Kapazität von Buchenwald zu dieser Zeit ausgelastet war, da sich das Lager Auschwitz und Groß-Rosen in Auflösung befanden. Gleichzeitig wurden aber wohl auch speziell ausgebildete Häftlinge angefordert, um dem Erfolgsdruck des NS-Regimes zu entsprechen.
Die Häftlinge wurden entweder im benachbarten Kammgarnwerk, das ca. 200 Unterkünfte bot, oder in Baracken gegenüber der Flugzeugfabrik untergebracht.
Im Hinblick auf den Vormarsch der US-Truppen kam die Arbeit in Langensalza ab ca. März 1945 zum Erliegen. Am 3. April 1945 mussten 1.177 Häftlinge auf Befehl der SS ins Stammlager marschieren. Die letzten Aufzeichnungen des Konzentrationslagers Langensalza vom 11. April 1945 weisen auf 59 Gefangene hin, die sicherlich kurz danach nach Buchenwald überführt wurden.

## Heutige Situation
Auf dem Gelände des Konzentrationslagers, in der ehemaligen Kammgarnspinnerei befindet sich eine Gedenktafel mit Hinweisen  auf das ehemalige Lager. Auf einem Gedenkstein wird den 22 ermordeten Häftlingen gedacht. Eine Gartenkolonie bedeckt das Areal, von dem bis in die 1990er Jahre noch Fundamente erkennbar waren.